# 주이라크 대한민국 대사관
주이라크 대한민국 대사관은 이라크 바그다드에 개설된 대한민국 외교부 소속의 대사관이다.

## 역사
대한민국은 1981년 4월 15일에 이라크와 영사급 외교 관계를 수립했다. 1981년 7월 24일에는 대한민국 정부가 이라크 바그다드에 주이라크 대한민국 총영사관을 설립했다. 1989년 7월 9일에 이라크와 대한민국 간의 외교 관계가 대사급으로 격상되면서 양국 주재 외교 공관도 대사관으로 격상되었다.
대한민국 정부는 1991년 1월 15일에 걸프 전쟁의 여파로 인하여 이라크 주재 대사관을 폐쇄했다. 그러다가 2003년 5월 17일에 주이라크 대한민국 대사관의 운영을 재개했다.

## 역대 공관장
| 대수          | 성명           | 임명             | 비고                                             |
| ------------- | -------------- | ---------------- | ------------------------------------------------ |
| 제1대 총영사  | 김재춘(金在春) | 1981년 6월       |                                                  |
| 제2대 총영사  | 이창범(李昌範) | 1983년 5월       |                                                  |
| 제3대 총영사  | 강석재(姜錫在) | 1986년 9월       |                                                  |
| 제4대 대사    | 강석재(姜錫在) | 1988년 2월       |                                                  |
| 제5대 대사    | 최봉름(崔奉凜) | 1988년 8월       |                                                  |
| 제6대 참사관  | 김동억(金東億) | 1992년 8월       | 요르단, 암만 주재                                |
| 제7대 참사관  | 박규옥(朴奎玉) | 1995년 8월       | 요르단, 암만 주재                                |
| 제8대 참사관  | 오원수(吳元洙) | 1996년 8월       | 요르단, 암만 주재                                |
| 제9대 참사관  | 최종석(崔鍾錫) | 1998년 2월       | 요르단, 암만 주재                                |
| 제10대 참사관 | 류광철(柳光哲) | 1999년 8월       | 요르단, 암만 주재                                |
| 제11대 서기관 | 박웅철(朴雄哲) | 2001년 3월       | 요르단, 암만 주재, 2003년 주이라크 대사관 재개설 |
| 제12대 대사   | 임홍재(任洪宰) | 2003년 12월      |                                                  |
| 제13대 대사   | 장기호(張基浩) | 2004년 12월      |                                                  |
| 제14대 대사   | 하찬호(河燦浩) | 2007년 3월       |                                                  |
| 제15대 공사   | 엄기성(嚴基成) | 2008년 2월       | 직무대행                                         |
| 제16대 대사   | 하찬호(河燦浩) | 2008년 4월       |                                                  |
| 제17대 대사   | 하태윤(河泰允) | 2009년 2월       |                                                  |
| 제18대 대사   | 박석범(朴錫凡) | 2010년 4월       |                                                  |
| 제19대 대사   | 김현명(金賢明) | 2012년 2월       |                                                  |
| 제20대 대사   | 조정원(趙廷元) | 2014년 4월       |                                                  |
| 제21대 대사   | 송웅엽(宋雄燁) | 2016년 6월       |                                                  |
| 제22대 대사   | 장경욱(張璟旭) | 2018년 11월      |                                                  |
| 제23대 대사   | 최성수         | 2021년 12월 26일 |                                                  |
| 제24대 대사   | 이준일         | 2025년 5월 8일   |                                                  |

## 같이 보기
- 대한민국-이라크 관계
- 주한 이라크 대사관
- 대한민국의 재외공관 목록
- 이라크 주재 외국공관 목록